# 三山站 (平安北道)
三山站（朝鲜语：삼산역；）曾为朝鲜铁路云山线上的一个车站，位于平安北道云山郡，废止时间不明。